# انتخابات الرئاسة الإكوادورية 1940
انتخابات الرئاسة الإكوادورية 1940 هي الانتخابات الرئاسية التي جرت في 11 يناير 2010، في الإكوادور، لانتخاب رئيس الإكوادور، فاز بالانتخابات كارلوس البرتو ديل ريو أرويو.